# M-113
Thiết giáp chở quân M-113, hay còn gọi là thiết vận xa M-113, là một trong những loại xe bọc thép chở quân (Armored Personel Carrier - APC) phổ biến nhất trong lịch sử chiến tranh hiện đại.
Được sản xuất vào cuối thập niên 1950, đã có hơn 80.000 chiếc được sản xuất với 12 phiên bản khác nhau nhưng chủ yếu là các phiên bản M-113A1, M-113A2, M-113A3. Hiện nay M-113 còn phục vụ cho quân đội của khoảng 50 quốc gia, trong đó có Quân đội Nhân dân Việt Nam.
Với một đại liên 12,7 mm và hai trung liên 7,62 mm bắn được về phía bên sườn, M-113 như một lô cốt di động, bộ binh trong xe có thể chiến đấu trực tiếp thay vì ẩn nấp và chờ đến nơi quy định mới xuống xe để chiến đấu.

## Lịch sử
Tháng 1 năm 1956, một dự án chế tạo APC thách thức và mới mẻ được khởi xướng bởi ATAC (Army Ordnance Tank - Automotive Command, "Bộ chỉ huy hậu cần tăng - ôtô quân đội"), nay là Tank - Automotive Command (TACOM), "Bộ chỉ huy tăng - ôtô". Yêu cầu đặt ra là chế tạo một loại APC nhẹ, có khả năng bơi và airdrop (khả năng thả từ máy bay bay sát mặt đất), tốc độ vượt địa hình ưu việt và khả năng được biến đổi với các gói nâng cấp/hoán cải để thực hiện nhiều công việc khác nhau cho các đơn vị thiết giáp và bộ binh.
Những bản vẽ ý tưởng ban đầu nhanh chóng được hoàn thành và 1 thân xe mẫu được làm ở ATAC chỉ trong 90 ngày. Nó được trang bị một động cơ làm mát bằng khí của ban hậu cần và giáp làm từ các tấm nhôm cán.
Việc sử dụng nhôm cho xe thiết giáp là một bước đột phá. Các cơ sở sản xuất nhôm đã hoạt động dưới công suất từ thời Chiến tranh Triều Tiên và các nhà sản xuất đang tìm kiếm các ứng dụng khác cho sản phẩm của họ, nên đã gửi các mẫu giáp nhôm thử nghiệm đến quân đội để kiểm tra. Các cuộc kiểm tra cho thấy rằng để có cùng mức độ bảo vệ (với thép), thì giáp nhôm phải nặng tương đương và dày gấp 3 lần giáp thép. Tuy nhiên, vì nhôm được cho là có tính liên kết cao hơn thép ở cùng một trọng lượng nên nhiều vật nối, giằng, cột có thể được bỏ. Điều này làm giảm trọng lượng xe cũng như thời gian, công sức trong quá trình chế tạo, hàn, đồng thời làm tăng không gian bên trong xe.
Thân xe mẫu cho các kĩ sư ATAC cơ hội để giải quyết vấn để trong thiết kế như các tấm nhôm, thiết kế và công suất của động cơ, bố trí trong xe và giới hạn trọng lượng. Kết quả thuận lợi của những thí nghiệm trên dẫn đến việc dự án được đưa ra đấu thầu vào tháng 6 năm 1956. Tháng 9, người thắng thầu là bộ phận quân nhu của tập đoàn FMC được giao hợp đồng phát triển và chế tạo các mẫu đầu tiên cho dòng xe không vận đa dụng.
Trong chương trình, hai mẫu xe khác nhau đã được đưa ra. 5 nguyên mẫu giáp nhôm (T113) vận hành bằng động cơ làm mát bằng khí và 5 nguyên mẫu giáp thép (T117) vận hành bằng động cơ làm mát bằng chất lỏng. Các thân xe T113 và T117 được sản xuất và giao tới ATAC trong năm 1957.
Trong giai đoạn này, nhiều phương án thiết kế thay thế cho nhau được thử và kiểm tra sử dụng giáp thép, giáp nhôm, động cơ làm mát bằng chất lỏng, động cơ làm mát bằng khí, bộ truyền động thương mại, bộ truyền động của ban hậu cần. Mỗi khi bắt gặp vấn đề, các giải pháp khác ngay lập tức được tìm kiếm. Các thiết kế và bộ phận nhiều triển vọng nhất được phát triển và đánh giá bởi FMC và ATAC.
Làm việc với tập đoàn nhôm và hóa chất Kaiser và sử dụng những phương pháp hàn tiên tiến, FMC đã chế tạo mẫu T113 với sự kết hợp giữa giáp nhôm và động cơ làm mát bằng khí Continetal cung cấp kiểu xe nhẹ nhất và bảo vệ tốt nhất. Thiết kế thân xe bằng thép cũng được chế tạo với động cơ làm mát bằng nước Packard vì đây cũng là một phương án ít rủi ro. Bộ truyền động cho cả hai loại xe đều là loại Allison XTG-90.
Trong quá trình kiểm tra, động cơ Packard được thay bằng động cơ Ford 368 UC trong các bước phát triển đầu tiên.
Các vấn đề khác được bắt gặp vào lúc này, khó khăn trong việc làm mát được phát hiện ở động cơ làm mát bằng nước Ford đòi hỏi nhiều không gian cho khoang động cơ để làm mát. Mặt khác, động cơ làm mát bằng khí Continetal lại không thể hiện được như mong đợi. Xích xe rộng 12 inch (30,48 cm) được phát triển ban đầu đã thể hiện độ bền kém.
Sau những thử thách, người ta thấy rằng thân xe bằng nhôm cung cấp khả năng chống đạn cao hơn, bền và có giá cả hiệu quả nhất. Từ những bài học từ nhóm nguyên mẫu đầu tiên, FMC tiếp tục phát triển hai loại nguyên mẫu mới là T113E1 và T113E2. những chiếc xe này được miêu tả là "khổ hạnh" vì để sửa chữa những sai sót trong các nguyên mẫu trước, chúng được thiết kế để có chi phí ở mức thấp nhất. Điều này bao gồm quyết định sử dụng động cơ Chrysler A710B (tên thương mại), hay còn gọi là 75M (tên quân sự) và hệ thống truyền động thương mại Allison TX-200 trong sản xuất đại trà. Sự khác biệt trong điều khiển xe cũng được cho là không đáng kể vì hầu hết các thành phần đều làm theo mẫu loại xe APC M59.
Mặc dù đã có giới hạn về trọng lượng cho T113, hai kiểu thân xe khác nhau đã được phát triển. Cả hai đều có bề ngoài giống nhau nhưng có khác biệt về độ dày giáp và trọng lượng. Mục đích của việc chế tạo là để quyết định thông qua kiểm tra xem loại nào thể hiện tốt hơn và bền hơn để quân đội quyết định. Những phiên bản này đều mang xích rộng 15 inch (38,1 cm) bền hơn và thể hiện tốt hơn so với xích 12 inch.
Bốn chiếc T113E1 và bốn chiếc T113E2 cùng với một bộ thân xe bảo vệ của mỗi loại được sản xuất. Sau khi thử nghiệm thành công, phiên bản T113E2 nặng hơn được chọn để sản xuất dưới tên gọi M-113. Ba nguyên mẫu M-113 được chế tạo lại để để thử các thiết bị và phương pháp sản xuất.
Chiếc M-113 APC đầu tiên được đưa ra khỏi dây chuyền sản xuất của FMC ở San Jose, California vào tháng 6 năm 1960, chỉ 3 năm 6 tháng kể từ ngày giao hợp đồng đầu tiên. Đơn đặt hàng đầu tiên của quân đội bao gồm 900 xe.

## Miêu tả
M-113 là loại xe thiết giáp chở quân (APC) bánh xích được thiết kế để chở một tiểu đội lính cùng với trang thiết bị của họ.
Động cơ của M-113 được đặt ở góc bên phải, phía trước thân xe. Chiếc M-113 đầu tiên được trang bị động cơ xăng Chrysler V8, làm mát bằng nước, có công suất 209 mã lực ở vòng tua 4000 vòng/phút. Đến phiên bản M-113A1, động cơ xăng được thay bằng động cơ diesel Detroit 6V53 212 mã lực tốt hơn, tiết kiệm nhiên liệu hơn và phù hợp với yêu cầu tiêu chuẩn hóa một loại nhiên liệu cho xe quân sự hạng nặng của quân đội. Vì trọng lượng của động cơ diesel lớn hơn, nên chính phủ ra lệnh sử dụng hệ thống truyền động Allison XTG-90 có trọng lượng nhẹ hơn so với phiên bản cũ. Tuy nhiên, sau khi nghiên cứu kĩ lưỡng, FMC quyết định dùng hệ thống truyền động TX100 có độ bền cao hơn nhưng ít chi phí hơn so với XTG-90. Chính phủ vẫn giữ vững ý định chỉ chấp nhận hệ thống truyền động XTG-90 và ra lệnh chế tạo nguyên mẫu sử dụng hệ thống truyền động đó. Trái lại, FMC vẫn cho rằng TX100 là giải pháp tốt nhất và đã tự bỏ chi phí sản xuất một nguyên mẫu dùng hệ thống truyền động do mình gợi ý để chính phủ thử nghiệm. Những thử nghiệm nhanh chóng phát hiện nhiều vấn đề kĩ thuật nghiêm trọng của XTG-90 đòi hỏi thiết kế lại với chi phí lớn. Cuối cùng, chỉ huy quân đội Mĩ quyết định dùng hệ thống truyền động TX100 và động cơ diesel cho phiên bản M-113A1 đưa vào sản xuất năm 1964. Phiên bản M-113A2 (1979) vẫn giữ nguyên động cơ và truyền động của đời M-113A1. Đến đời M-113A3 (1987), động cơ được thay bằng loại Detroit 6V53T 275 mã lực chạy bằng diesel, hệ thống truyền động là loại Allison X200-4.
Xích xe rộng 15 inch (38,1 cm) và có các bánh răng rộng 6 inch (15,24 cm). Đáy của mắt xích được gắn các miếng cao su có thể tháo rời nhằm tăng khả năng bám đường và giảm tiếng ồn. Vì các bánh đi đường được nâng hạ bởi các thanh xoắn giữ cố định và dao động ở một bên xe liên kết với bên còn lại, nên hai sợi xích xe có sự khác biệt nhỏ về độ dài: xích bên phải gồm 64 mắt xích nhưng xích bên trái chỉ có 63 mắt xích.
Mỗi bên thân xe có 5 bánh xe đi đường đôi. Chúng có đường kính 24 inch (60,96 cm), bao gồm phần đĩa bằng nhôm và lốp bằng cao su dày 2 + 1/8 inch (5,3975 cm). Trục bánh xe đầu và cuối được gắn với bộ giảm xóc thủy lực. Tuổi thọ của xích xe đạt 3000 dặm (4828 km) và đôi khi đạt tới 9000 dặm (14484 km).
Lái xe ngồi bên trái phía trước xe và có một ngách ra vào mở về phía sau được gắn 4 kính quan sát. Xa trưởng có vị trí ở chính giữa thân xe và có một nắp vòm đơn giản gắn 5 kính quan sát. Ngay sau nắp vòm là một ngách lửng ở trên khoang hành khách. 10 binh sĩ có thể ngồi quay mặt vào trong khoang trên 2 băng ghế. Khi không chở lính, các băng ghế có thể gập lại, cung cấp không gian khoảng 6,54 mét khối. Cuối xe có một cửa sập hoạt động bằng thủy lực tích hợp với một cửa ra vào riêng biệt. Cánh cửa sập được lái xe vận hành đóng mở.
M-113 có thể bơi mà không cần bất cứ chuẩn bị gì ngoài việc nâng tấm "trim vane" ở phía trước xe để ổn định khi bơi. M-113 bơi trong nước nhờ sự chuyển động của xích. Hai bơm điện được gắn vào thân trước bên trái và thân sau bên phải.
M-113 có thể được chuyên chở bằng máy bay C-5, C-17, C-130, C-141 và có thể được thả dù.

### Hỏa lực
Vũ khí tiêu chuẩn của M-113 là súng máy hạng nặng 12,7mm M2HB Browning gắn ở nắp vòm của xa trưởng. Khẩu M2HB nạp đạn từ hộp đạn 100 viên và có độ nâng hạ từ +53 độ đến -21 độ và có thể xoay 360 độ. Cơ số đạn trung bình là 2000 viên. Do được thiết kế "mở", khẩu M2HB này có thể bị thay bởi súng phóng lựu tự động 40mm Mk19 hay các loại vũ khí tương tự khác như DShK, NSV,... Hai bên sườn xe cũng có thể được lắp 2 súng máy 7,62mm. Binh sĩ trên xe M-113 cũng có thể dùng các loại tên lửa chống tăng có điều khiển như M47 Dragon hay Javelin.
Các phiên bản của M-113 còn có thể trang bị pháo tự động 25mm, súng Gatling 20mm, súng không giật, cối các loại, tên lửa chống tăng TOW, tên lửa phòng không.

### Giáp trụ và hệ thống bảo vệ
Thân xe được hàn toàn bộ của M-113 là hợp kim (loại 5083) của nhôm, mangan và magie được sản xuất bằng phương pháp cán lạnh, cho khả năng chống đạn súng cá nhân và mảnh pháo nhỏ, nhưng không thể chống đạn cỡ 12,7mm trở lên
M-113A3 được thêm vào lớp lót chống mảnh đạn ở bên trong xe. Ngoài ra, M-113A3 còn có thể mang thêm giáp gia cố chống đạn 14,5mm ở góc 60 độ trước xe. Tất cả các dòng xe M-113 đều có thể trang bị giáp gia cố chống mìn ở dưới gầm xe. Từ đời M-113A2 trở đi đều có thể mang giáp phản ứng nổ (ERA).
Phiên bản M-113A2 có hệ thống lọc khí hạt M8A3, M13 hoặc M14. Phiên bản M-113A3 mang hệ thống lọc khí hạt M8A3 cùng thiết bị sưởi. Ngoài ra, các bộ phóng lựu đạn khói 66mm được trang bị từ đời M-113A2.
Ngoài ra còn có các gói nâng cấp giáp AOA (Add on Armor), bao gồm các tấm thép có độ cứng cao bao quanh xe 360 độ, thanh cản đạn RPG, giáp chắn đạn cho nắp vòm của xa trưởng và ngách khoang chở hàng và giáp chống mìn dưới gầm xe. Giá một bộ AOA khoảng 109.000$ (năm 2007).
Trong thực chiến, M-113 gặp rắc rối với khả năng sống sót của mình do lớp vỏ bảo vệ quá yếu. Trong chiến tranh Việt Nam, nhiều lính Hoa Kỳ đã ngồi ngoài xe hoặc chạy bên cạnh chúng chứ không chui vào trong xe. Các xe này sẽ dừng lại cách vùng chiến sự hơn 100m do sợ nếu bị RPG bắn trúng thì lính bên trong chắc chắn sẽ chết cháy do nhôm cũng là chất cháy cực mạnh nếu đạt nhiệt độ cần thiết.

## M-113 trong Chiến tranh Việt Nam

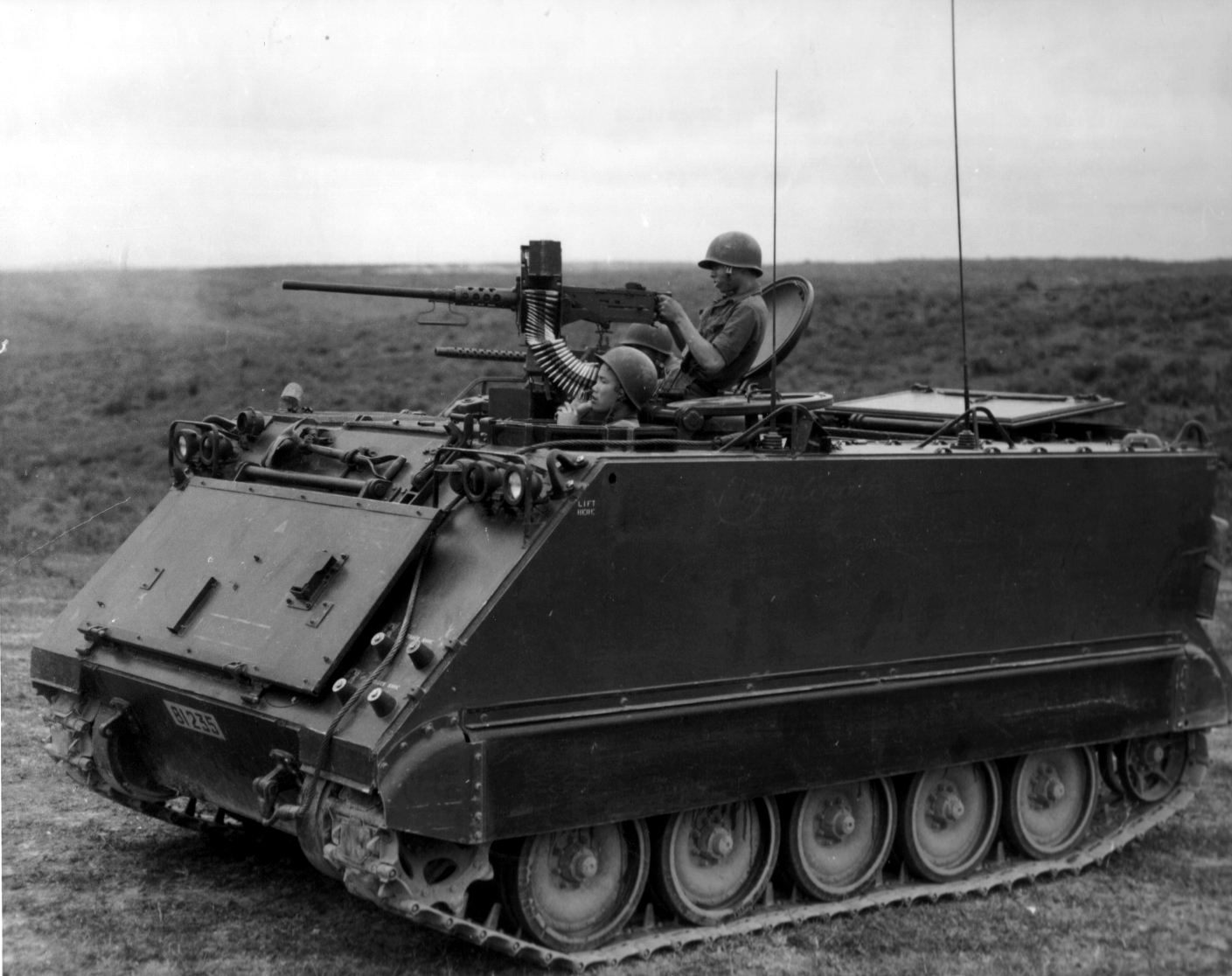
Một chiếc M-113 của quân đội Mỹ trong chiến tranh Việt Nam

Cuối năm 1961, trước áp lực quân sự ngày càng cao của Quân Giải phóng miền Nam đối với các vị trí phòng thủ của Quân lực Việt Nam Cộng hòa, Hoa Kỳ đã tăng cường yểm trợ quân sự và kinh tế cho Việt Nam Cộng hòa, trong đó có loại xe thiết giáp M-113.
Theo học thuyết quân sự Hoa Kỳ, loại M-113 được dùng như một loại "taxi chiến trường", mang quân đến tận trận địa rồi thả bộ binh xuống tấn công mục tiêu. Bộ tổng tham mưu Liên quân Hoa Kỳ khẳng định Việt Nam là chiến trường của bộ binh, không phải là nơi đắc dụng cho lực lượng thiết giáp. Các nhà quân sự Mỹ kết luận rằng Việt Nam có địa hình chi chít núi non rừng rậm và nhiều sông ngòi đầm lầy chỉ là "mồ chôn" cho các loại xe cơ giới này.
Tuy nhiên, trên chiến trường Việt Nam, kinh nghiệm cho thấy lực lượng bộ binh dù đã được đưa tới sát mục tiêu nhưng vẫn thường xuyên bị tổn thất nặng, khả năng di động bị hạn chế tối đa, nếu ra khỏi tầm yểm trợ của thiết vận xa. Từ những kinh nghiệm đó, binh lính Mỹ và Việt Nam Cộng hòa đã biến M-113 dần trở thành xe chiến đấu bộ binh hơn là một xe APC thuần túy. Với một đại liên 12,7 mm và hai trung liên 7,62 mm bắn được về phía bên sườn, M-113 đã trở thành một lô cốt di động khá lợi hại, bộ binh trong xe có thể chiến đấu trực tiếp thay vì chỉ núp kín và chờ đến nơi quy định mới xuống xe chiến đấu.
Ban đầu, các xe chuyển giao cho phía Việt Nam Cộng hòa, được đem huấn luyện trong các cuộc hành quân bộ binh có sử dụng cơ giới. Ngày 30 tháng 2 năm 1962, 32 chiếc M-113 được chuyển giao cho các đơn vị chiến đấu, trong đó 30 chiếc được tổ chức thành hai đại đội thiết giáp, mỗi đại đội có 15 chiếc. Mỗi đại đội gồm có 3 chi đội chiến đấu và 1 chi đội yểm trợ, mỗi chi đội chiến đấu có 3 chiếc M-113, chi đội yểm trợ có 4 chiếc M-113, trong đó có 3 chiếc được gắn súng cối 60 ly, 3 súng phóng hỏa tiễn 3,5 inch (89mm) và một Ban chỉ huy đại đội có 2 chiếc M-113, một dành cho đại đội trưởng và một cho đội Bảo trì và Sửa chữa. Hai đại đội M-113 ngay lập tức được đưa đến đồng bằng Cửu Long, trực thuộc Sư đoàn 7 và Sư đoàn 21 Bộ binh, tham gia bảo vệ trục lộ huyết mạch nối miền Tây với Sài Gòn.
Thời gian đầu tham chiến, M-113 chứng tỏ là một loại thiết giáp đa năng, có thể sử dụng hầu như trên mọi địa hình trong toàn lãnh thổ miền Nam Việt Nam, từ rừng núi cao nguyên đến đồng bằng sông ngòi chằng chịt. Với lớp giáp đủ để chống súng trường bộ binh, tốc độ nhanh và đặc biệt là khả năng lội bùn khá tốt, M-113 đã gây nhiều khó khăn cho Quân Giải phóng. Trước năm 1964, lực lượng Quân Giải phóng hầu như không có vũ khí chống tăng chuyên dụng, lại không có kinh nghiệm chống thiết giáp. Có tâm lý e ngại phải đối đầu với loại xe chiến đấu này bởi sự cơ động nhanh, đi được qua vùng bùn lầy.

### Học thuyết sử dụng M-113 của Mỹ - QLVNCH
- Chỉ đổ quân từ APC khi các vị trí của đối phương hoàn toàn bị bỏ trống.
- Khi đổ quân vào các ruộng lúa ngập nước, phần lớn ưu thế về tính di động bị mất. M-113 chỉ có thể di chuyển với tốc độ 20 km/h ở địa hình này.
- Dùng súng máy 12,7mm để giao chiến với đối phương ở tầm xa nhằm ngăn cản hỏa lực RPG. Khi bắn súng máy 12,7mm, xa trưởng thường để phần đuôi của dây đạn xuống bên dưới nắp vòm. Ở trong khoang xe, đồng đội sẽ nối dây đạn này với dây đạn khác để đảm bảo hỏa lực liên tục. Cùng lúc, các thành viên khác sẽ hỗ trợ hỏa lực từ trên ngách của khoang chứa hàng, đồng thời đề phòng đối phương lặn dưới nước thở bằng các ống cây sậy rỗng. Khi bị phát hiện thì đối tượng sẽ bị tiêu diệt bằng lựu đạn hoặc bị xe nghiền nát.
- Mặc dù việc chiến đấu từ trên xe là khái niệm hoàn toàn khác xa so với học thuyết "xe taxi chiến trường" ban đầu và bị nhiều người phản đối, chiến đấu từ trên xe nhanh chóng lan rộng và được cả lực lượng Mỹ sử dụng.
- Các địa hình M-113 không đi được: các khu trồng mía, dừa, các khu vực gần sông, kênh rạch.
- Các cánh đồng ngập lúa không ngập nước trong mùa mưa nên được tránh.
- Vào mùa khô, mặc dù có thể di chuyển trên ruộng lúa tốt hơn, nhưng những con đê vẫn tiêu tốn rất nhiều thời gian của M-113 để vượt qua. Các chướng ngại này chỉ có thể được xử lý bằng bộc phá hoặc xây dốc lên xuống. Trong mùa mưa, các con đê này có thể bị nghiền nát dễ dàng nhưng trong mùa khô thì chúng được mặt trời làm cứng lại.
- Các đơn vị thiết giáp Pháp nhiều năm trước đã biết cách quan sát trâu nước để biết địa hình. Thường thì ở những nơi trâu nước ăn thì M-113 có thể di chuyển an toàn, còn những nơi trâu bị ngập tới bụng thì M-113 không thể đi đựợc.

### Phát triển chiến thuật sử dụng M-113 của Mỹ và Việt Nam Cộng hòa

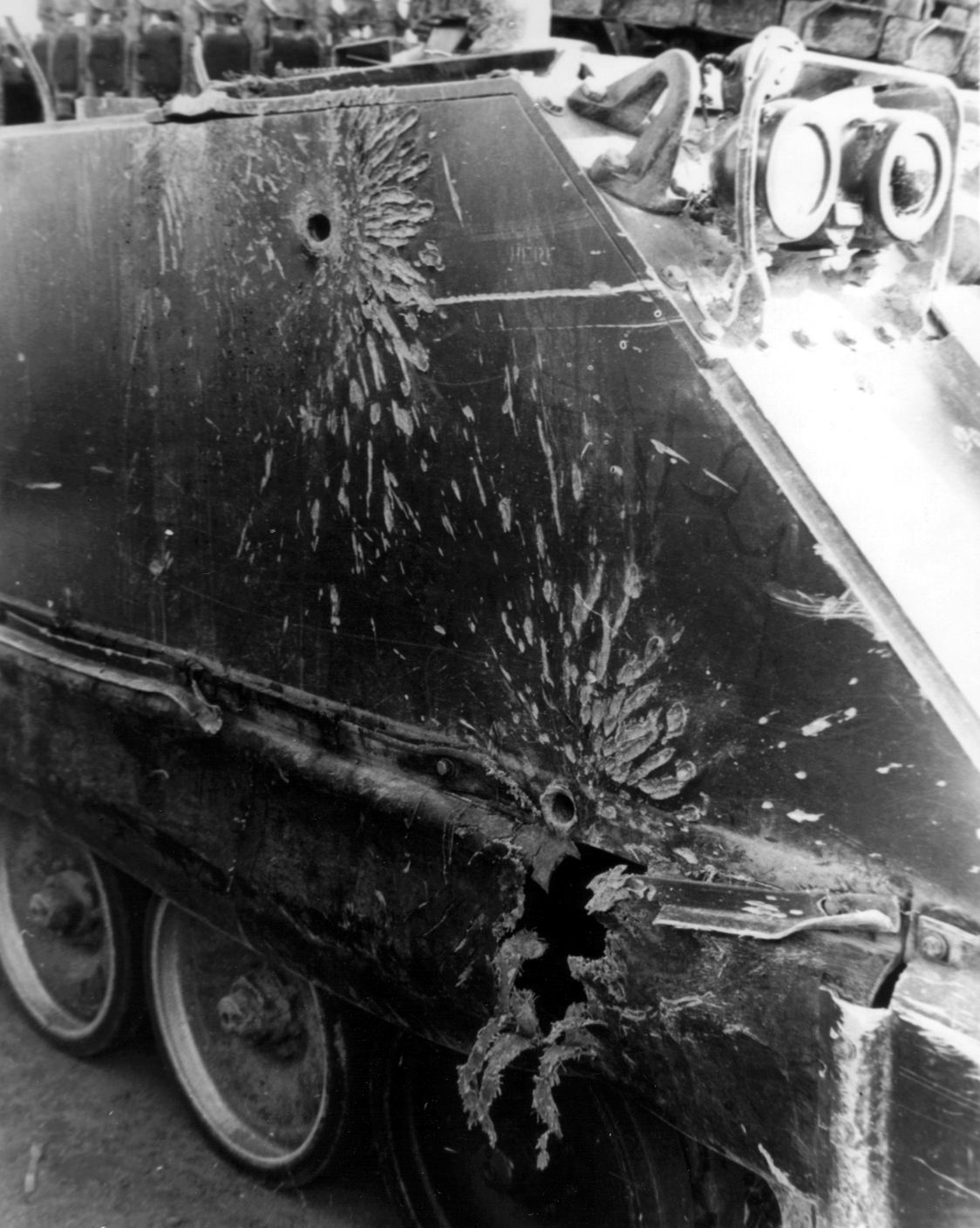
Chiếc M-113 của Quân lực Việt Nam Cộng hòa bị bắn thiệt hại nặng

Đối với các loại súng máy hạng nặng 12,7mm hoặc súng chống tăng vác vai tầm gần như RPG chẳng hạn, thì M-113 là một miếng mồi ngon. Tuy nhiên, trang bị thời kỳ đầu của Quân Giải phóng là gần như không có những vũ khí này, vì vậy họ chỉ có thể đối phó lại bằng cách sử dụng mìn chống tăng, lựu đạn chùm để diệt xe, dù hiệu quả rất thấp. Ngoài ra, họ cũng phát triển chiến thuật tập trung bắn tỉa xạ thủ trên nóc xe để gây hoang mang cho đối phương, như trong trận Ấp Bắc tháng 1 năm 1963, khi mà có tối thiểu 14 xa trưởng/xạ thủ súng máy 12,7mm bị giết bởi chiến thuật này.
Tuy vậy, với khả năng di chuyển địa hình tốt và sự thiếu thốn vũ khí chống tăng của đối phương, M-113 ngày càng được phát triển chiến thuật sử dụng như một xe chiến đấu. Lính bộ binh ở trên xe M-113 chiến đấu từ trong xe và khi đã đánh bật đối phương ra khỏi vị trí thì bộ binh mới bắt đầu xuống xe để chiếm giữ. M-113 dần được trang bị thêm nhiều loại khí tài bao gồm tấm chắn đạn cho khẩu 12.7mm, súng máy M60 gắn ở hai bên sườn, bao cát và nhiều loại giáp tự chế khác được bố trí quanh xe như công sự để binh lính có thể chiến đấu mọi hướng từ trên xe. Việc trang bị dần trở nên chuẩn hóa vào năm 1966 với gói nâng cấp "A" bao gồm giáp chắn đạn cho khẩu 12.7mm, giáp che 360 độ cho vị trí của xa trưởng và 2 súng máy M60 bên sườn cùng với tấm chắn đạn. Với cấu hình này, M-113 trở thành Xe bọc thép tấn công kị binh (Armored Cavalry Assault Vehicle - ACAV), một khái niệm mới do thiếu tá Martin D. Howell, chỉ huy của Liên đội 1, Trung đoàn kị binh bọc thép số 11, đề ra. Ngoài ra còn có gói nâng cấp "B", chỉ bao gồm giáp cho súng máy và bao quanh 360 độ vị trí của xa trưởng, thường được dùng trên các xe chở pháo cối.
So với khái niệm Xe chiến đấu bộ binh (Infantry fighting vehicle - IFV) truyền thống, ACAV có phần khác biệt để phù hợp với cách đánh ở Việt Nam. Không trang bị một loại hỏa lực mạnh để chống tăng, dù một số phiên bản M-113 có thể được trang bị súng không giật, tên lửa chống tăng, nhưng ACAV lại có hỏa lực tổ hợp bao gồm 1 súng máy 12,7mm (đôi khi là cả súng phóng lựu 40mm) và 2 súng máy 7,62mm, chưa kể đến các súng cá nhân của binh sĩ. Với các tấm giáp bảo vệ trên nóc, binh sĩ trên xe M-113 có thể chiến đấu 360 độ quanh xe một cách dễ dàng, không bị hạn chế mà vẫn có một phần giáp bảo vệ. Ở hầu hết các đơn vị, sàn xe được lót bao cát để giảm hiệu quả của mìn. Để chống mìn tốt hơn nữa, ACAV còn được gắn giáp dưới bụng là các tấm titan. Một số vật dụng trong xe được dỡ bỏ để lấy không gian chứa đạn dược và vật dụng của binh sĩ. Các tấm chắn bùn cũng được tháo ra để tránh cho bùn đất đóng cứng vào.
Trang bị cơ bản của một chiếc ACAV gồm 1 súng máy M2HB 12,7mm, 2 súng máy 7,62mm M60. Tổ lái thông thường gồm: lái xe, xa trưởng/xạ thủ M2HB, 2 xạ thủ M60, 2 người nạp đạn. Mọi thành viên đều có một súng M16 và dùng chung một súng phóng lựu M79 40mm. Cơ số đạn: 3500 viên 12,7mm, 8500 viên 7,62mm, 5000 viên 5,56mm, 150 viên đạn súng phóng lựu 40mm.
Với trang bị như trên, hầu hết các xe M-113 đều bị quá tải, khả năng lội nước của xe bị giảm đi và ít khi được sử dụng. Tuy vậy, khả năng chiến đấu của M-113 lại tăng lên, thích hợp với chiến thuật chống lại đối phương chỉ bao gồm bộ binh phân án ẩn nấp ở nhiều nơi, một chiến thuật mà Quân Giải phóng thường xuyên áp dụng để giảm bớt tác động của hỏa lực tập trung hùng hậu của quân Mỹ.

### Quân Giải phóng miền Nam đối phó M-113
Rõ ràng sự xuất hiện của M-113, với tính cơ động cao và hỏa lực mạnh đã làm các đơn vị Quân Giải phóng bất ngờ. Tuy nhiên, họ cũng đã nghiên cứu và thử nghiệm những chiến thuật khả dĩ để đối phó.
Thời gian đầu, các xe M-113 không có lá chắn bảo vệ cho xạ thủ vì người Mỹ cho rằng với tầm quan sát tốt và hỏa lực mạnh là có thể đè bẹp đối phương. Lái xe muốn được che chắn đầy đủ phải đóng nắp trước và nhìn qua tiềm vọng kính, do đó tầm nhìn sẽ bị hạn chế, hiệp đồng với các xe khó khăn và tốc độ chạy chậm hơn. Mặt khác, tác chiến ở đồng bằng sông Cửu Long, chướng ngại vật có thể ngăn cản M-113 là những con kênh, con rạch có bờ dốc. Đối với loại xe này, việc lội nước không có gì trở ngại, nhưng xích xe lại rất khó bám vào bùn nhão ở bờ bên kia để kéo khối sắt 10 tấn lên khỏi mặt nước.
Những nhược điểm bị khai thác bằng lối đánh gần, tập trung hỏa lực. Các đơn vị Quân Giải phóng được phổ biến chiến thuật phục kích bí mật, chờ xe thiết giáp đối phương đến gần, chọn chiếc đi đầu, tập trung tất cả các loại vũ khí sẵn có để tiêu diệt. Tại điểm phục kích, họ dùng các hố bẫy xe và mìn chống tăng để chặn xe. Và khi xe đầu tiên rơi vào điểm phục kích, họ sẽ tập trung hỏa lực bắn vào xe, dùng lựu đạn chùm để diệt xe, và tập trung bắn tỉa xạ thủ trên nóc xe để gây hoang mang cho đối phương. Khi một xe bị trúng đạn bốc cháy, sẽ làm cho lái xe và xạ thủ của các xe khác mất tinh thần, đội hình sẽ rối loạn, tạo điều kiện tiếp tục tiêu diệt các xe còn lại.
Qua 2 trận đánh là trận Ấp Bắc và trận Bình Giã, họ chứng minh sự hiệu quả của chiến thuật này, đồng thời cũng nhanh chóng phát hiện thêm những điểm yếu của M-113 như bộ giáp nhôm của nó không thể bảo vệ hoàn toàn cho binh sĩ bên trong trước các loại vũ khí mạnh hoặc vũ khí chống tăng. Cộng với sự phát triển của chiến thuật đối phó với M-113, với sự chi viện từ miền Bắc, nhiều loại vũ khí mới có thể chế ngự M-113 như súng chống tăng B-40, B-41, súng không giật 57mm, 75mm đã được trang bị cho các đơn vị Quân Giải phóng. Họ còn có cả loại lựu đạn chống tăng PGN-2 bắn từ AK-47, nó có thể xuyên thủng được vỏ nhôm của M-113.

### Tổn thất tại Việt Nam
Từ tháng 11 năm 1967 đến tháng 3 năm 1970, quân đội Hoa Kỳ và VNCH đã bị phá hủy không dưới 1.342 chiếc M113 chỉ riêng do mìn (chưa tính số xe bị phá hủy do vũ khí khác, như súng không giật hoặc súng chống tăng vác vai RPG-2/RPG-7) Riêng trong năm 1975, 1.381 chiếc xe M113 của quân đội VNCH đã bị phá hủy hoặc thu giữ. Không rõ tổn thất trong những năm khác. Tổng cộng, quân đội Mỹ, VNCH và Úc đã chịu tổn thất khoảng 8.000 chiếc xe thiết giáp M113 bị phá hủy hoặc tịch thu trong suốt chiến tranh Việt Nam.

### Chiếm vũ khí đối phương để trang bị

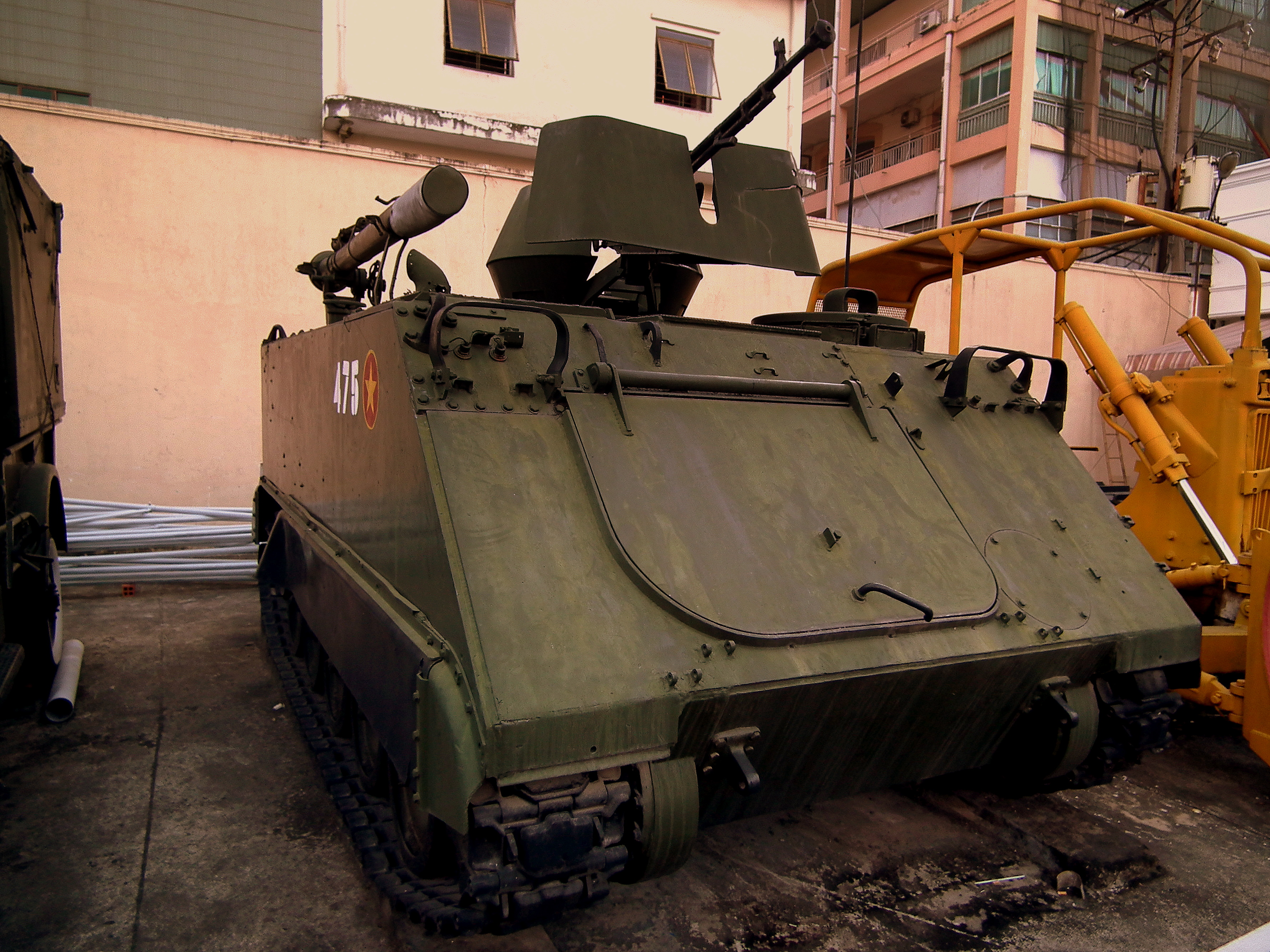
1 chiếc M-113 trong biên chế Quân đội Nhân dân Việt Nam

Quân Giải phóng không chỉ dừng lại ở việc tiêu diệt xe bọc thép của đối phương, họ còn đi xa hơn khi nghĩ đến việc xây dựng lực lượng tăng thiết giáp tại miền Nam bằng chính các phương tiện chiến lợi phẩm.
Ngay từ tháng 2 năm 1964, đoàn cán bộ kỹ thuật tăng thiết giáp vào chiến trường miền Nam, chuyển trực thuộc Bộ tư lệnh Miền, và được tổ chức thành "Ban cơ giới Miền", mật danh là B16, với nhiệm vụ "chiếm xe của địch để đánh địch và xây dựng lực lượng xe tăng ở chiến trường". Đầu năm 1966, B16 được nâng lên thành "Phòng cơ giới Miền", mật danh J16. Một đơn vị đặc công cơ giới được thành lập mật danh là C40, với nhiệm vụ "Phối hợp với binh địch vận để thực hiện nội công, ngoại kích đánh vào hậu cứ trung đoàn thiết giáp nguỵ đóng ở Gò Đậu, tỉnh Bình Dương". Trong trận tập kích căn cứ thiết giáp Gò Đậu ở Bình Dương ngày 23 tháng 3 năm 1966, chính đơn vị này đã táo bạo tập kích bãi đậu xe của quân Việt Nam Cộng hòa, chiếm được 4 xe M41 Walker Bulldog và 6 xe M-113, và đưa được một xe M-41 chiến lợi phẩm về căn cứ an toàn ở Long Nghĩa..
Trước năm 1966, trong nhiều trận giao tranh, Quân Giải phóng nhiều lần bẫy hoặc bắt sống nhiều xe tăng và xe thiết giáp của Việt Nam Cộng hòa. Tuy nhiên, do không có nhân sự nên họ không thể sử dụng được. Đến khi B16 được thành lập, họ đã tổ chức nghiên cứu về xe tăng M-41 và xe thiết giáp M-113 của đối phương, nhưng không có xe thật mà chỉ nghiên cứu trên các bản vẽ nên cũng hạn chế nhiều. Đây cũng là một nhược điểm lớn, nên sau này xe thì chiếm được nhiều mà đưa về được ít. Chỉ sau khi có chiếc xe chiến lợi phẩm này, Quân Giải phóng bắt đầu mới có thể huấn luyện sử dụng.
Ngày 25 tháng 5 năm 1971, Đại đội hỗn hợp tăng - thiết giáp đầu tiên mang phiên hiệu Đại đội 33 của Quân Giải phóng được thành lập, với vốn liếng đầu tiên là 6 xe chiến lợi phẩm M-24 (1), M-8 (1), M-5A1 (1) (chiến lợi phẩm trong trận phản công Cuộc hành quân Chenla II), M-41 (1 chiếc) và M-113 (2 chiếc) (chiến lợi phẩm trong trận phản công Cuộc hành quân Toàn Thắng TT02). Thậm chí, với 4 xe tăng hạng nhẹ, họ còn thực hiện cả cuộc tấn công vào cứ điểm Sa Mát ngày 1 tháng 4 năm 1972, gây hoang mang cho binh sĩ đồn trú của Việt Nam Cộng hòa. Tuy phải phá hủy 3 xe bị hư hỏng, nhưng trong trận Lộc Ninh sau đó, họ đã chiếm được 20 xe gồm 4 xe M-41, 16 xe M-113 (có 3 xe phun lửa, 1 xe xích vận tải, 1 xe công trình cần trục) gần như còn nguyên vẹn và thu dụng được rất nhiều phụ tùng tháo dỡ từ xác xe.
Tuy thu được số lượng xe chiến lợi phẩm đáng kể, nhưng do vẫn còn sự hiện diện của quân Mỹ với hỏa lực hùng hậu, cộng với việc còn thiếu kinh nghiệm chiến thuật sử dụng tăng thiết giáp, các chỉ huy Quân Giải phóng đã không liều lĩnh tung các đơn vị ra tham chiến. Họ vẫn tiếp tục ẩn giấu các xe chiến lợi phẩm và dùng chúng để huấn luyện sử dụng các tổ lái M-41, M-113 đào tạo tại chỗ phòng khi cần thiết về sau này.
Với những trận đánh lớn đầu năm 1975, trước sức tấn công nhanh và mãnh liệt của Quân đội Nhân dân Việt Nam, các đơn vị thiết giáp của Việt Nam Cộng hòa đã rút chạy trong hoảng loạn, bỏ lại hàng ngàn xe tăng và thiết giáp còn nguyên vẹn, trong đó phần nhiều là M-113, M-41, và được sử dụng để đánh lại ngay những người chủ cũ của chúng, mà trong đó, theo đánh giá của các chuyên gia nước ngoài – còn khoảng 500 xe thiết xa M-113 còn sử dụng được.
Trong Chiến dịch phản công biên giới Tây - Nam Việt Nam, quân Việt Nam sử dụng rất nhiều chiến lợi phẩm thu được từ quân Việt Nam Cộng hòa để tấn công lực lượng Khmer Đỏ, kể cả các loại vũ khí kỹ thuật cao như máy bay A-37, F-5. Trong đó, bên cạnh các xe tăng T-54/55, M-113 được xem là lực lượng xung kích chủ yếu trong lực lượng tăng – thiết giáp trong thời kỳ đó và tỏ ra rất hiệu quả trong tấn công.
Hiện nay trong khi các loại chiến xa chiến lợi phẩm như M-41, M-48 gần như không còn phục vụ nữa, thì M-113 vẫn còn là lực lượng trực chiến trong binh chủng tăng – thiết giáp Việt Nam. Tuy nhiên do bị thiệt hại trong chiến tranh và thiếu phụ tùng thay thế nên số lượng M-113 của Việt Nam bị hao hụt rất nhiều, hiện tại con số M-113 còn hoạt động không được chính xác, theo một số nguồn tin con số này là khoảng 200.

## Các nước sử dụng
Ban đầu, có khoảng 28.000 xe M-113 đã được sản xuất với khoảng 12 phiên bản. Từ những phiên bản này, M-113 được phát triển lên khoảng 40 phiên bản khác nhau với vài thay đổi nhỏ hoặc do các nước khác cải tạo để phù hợp với yêu cầu. Ngày nay, khoảng 80.000 chiếc M-113 được hơn 50 quốc gia sử dụng.
| - Liên Hiệp Quốc Sử dụng rất nhiều để Lực lượng gìn giữ gìn hoà bình Liên Hợp Quốc (UN) - Afghanistan 63 - Albania: 130 - Argentina: 580 - Australia: 700 - Bahrain: 110 - Bangladesh: 257 - Bỉ:500 - Benin: 16 - Bolivia:50 Bosna và Hercegovina: 80 - Brasil: Lục quân Brasil: 584; Hải quân đánh bộ Brasil: 29 - Campuchia: 210 (chỉ có khoảng 20 chiếc có thể hoạt động hết công suất). - Canada: 1,143. - Chile: 427 - Colombia: 120 - Síp: 8 (One captured example marked "239943") - Cộng hòa Dân chủ Congo 12 - Đan Mạch: 632 - Ai Cập: 2,650 - El Salvador: 20 - Ethiopia: 110 - Đức: 4.000 (đang dần được thay thế bằng ATF Dingo and Boxer MRAV) - Hy Lạp: 1.789 - Iraq (Quân đội Iraq mới): 233 M-113A2. - Iran (Lục quân Iran): 200 - Israel (Lực lượng Phòng vệ Israel): 6,131 - Ý (Lục quân Ý và La Marina Militare (Hải quân đánh bộ Ý)): 3.000 (đang dần được thay thế bằng Dardo IFV và Lince VTML) - Jordan: 1300 | - Hàn Quốc: 400 - Kuwait: 80 - Liban: 1100 - Lithuania: 348 - Maroc: 550 - Macedonia: 30 - Hà Lan (Quân đội Hoàng gia Hà Lan): được thay thế bằng YPR-765 - New Zealand: 120 - Na Uy: 900 - Pakistan: 1.600 - Peru: 130 - Philippines:Quân đội Philippines 100+ - Ba Lan: 35 - Bồ Đào Nha (Quân đội Bồ Đào Nha) - Ả Rập Saudi (Quân đội Hoàng gia Ả Rập Saudi), (Vệ binh quốc gia Ả Rập Saudi): 3,000 - Singapore (Quân đội Singapore): 1,200 (Đang dần được thay thế bằng Bionix AFVs) - Tây Ban Nha: 860 (Đang dần được thay thế bằng Pizarro IFV) - Thụy Sĩ: 400 - Đài Loan (Quân đội Đài Loan): 675 - Thái Lan: 385 - Tunisia: 120 - Thổ Nhĩ Kỳ: 3,000 - Liên Hợp Quốc: 6 (Được Lực lượng gìn giữ hòa bình Liên Hợp Quốc sử dụng trong các cuộc chiến tại Congo từ năm 1963 đến năm 1964) - Hoa Kỳ: 6000 - Uruguay: 15 - Việt Nam Cộng hòa:(toàn bộ do Hoa Kỳ viện trợ)* Việt Nam: Hơn 1000+ chiếc (Được trang bị trong một số đơn vị bộ binh cơ giới) - Yemen: 670 - Ukraina: Hiện tại Mỹ và Úc và các nước khác, đang hỗ chợ cho Ukraina những chiếc Thiết giáp M-113 này - Nga: Bộ Quốc phòng Nga thông báo thu giữ xe bọc thép chở quân của Mỹ. Moskva (Nga) – Chiến sĩ thiết giáp của Lực lượng vũ trang Nga đã hạ gục hai xe tăng Ukraina và một xe bọc thép M-113 do Mỹ sản xuất, được đưa đi sơ tán như chiến lợi phẩm. Đó là thông báo của Bộ Quốc phòng Nga. Cơ quan quân sự Nga công bố những thước phim cho thấy diễn biến chiến đấu của các đơn vị xe tăng thuộc Quân khu Nam. Theo dữ liệu của Bộ Quốc phòng, trong quá trình đẩy lùi cuộc phản công của quân đội Ukraina ở hướng nam của chiến dịch quân sự đặc biệt, các kíp xe tăng T-90 của Quân khu Nam đã phát huy hỏa lực áp chế và tiêu diệt đối phương đang định đột phá xuyên qua hệ thống phòng thủ của quân Nga. Kết quả là nhờ sự hợp đồng tác chiến nhịp nhàng của các kíp xe tăng và đơn vị xạ kích cơ giới trong trận chiến, lực lượng Nga đã phá huỷ 3 xe bọc thép hạng nặng - 2 xe tăng Ukraina và 1 xe bọc thép chở quân M-113 do Mỹ sản xuất. Chiếc xe bọc thép Mỹ đã được sơ tán cùng với những chiếc xe tăng tiên tiến của Nga như chiến tích. |

## Các phiên bản chính

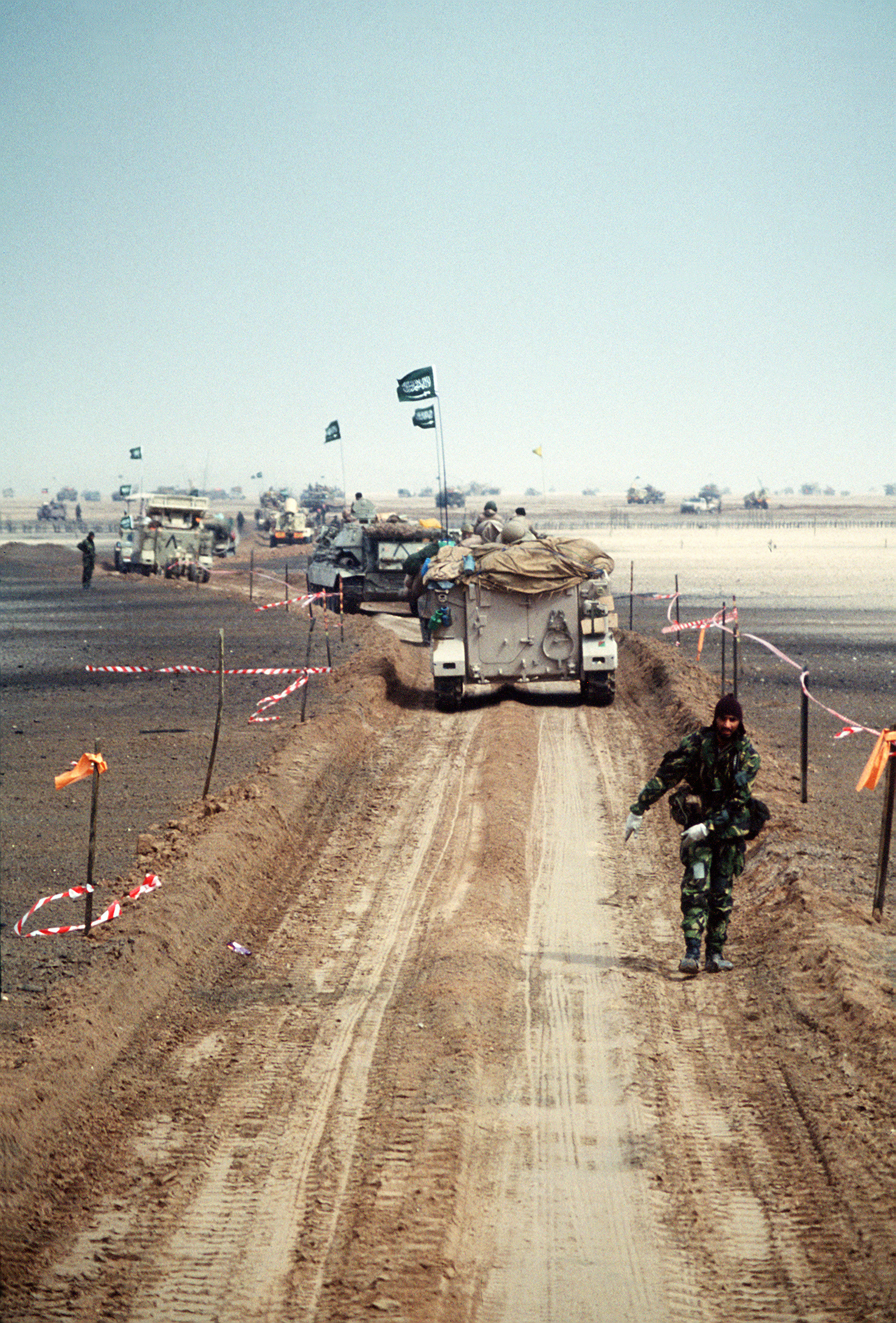
M-113 của Quân đội Hoàng gia Ả Rập Saudi

- M-113 nguyên mẫu: Được ra mắt vào năm 1960. Xe có khối lượng khoảng 11 tấn, vận tốc: 50 km/h, tầm hoạt động 300 km, công suất động cơ 209 mã lực.
- M-113A1: Bắt đầu được chế tạo năm 1964. Xe được lắp đặt động cơ xăng thay cho động cơ diesel. Xe có trọng lượng khoảng 12,35 tấn, một tổ lái 2 người + 11 lính bộ binh, công suất động cơ 212 mã lực, dung tích bình nhiên liệu 360 lít, tầm hoạt động 480 km, tốc độ đi đường 48 km/h, tốc độ bơi 5,8 km/h.
- M-113A2: Được giới thiệu lần đầu vào năm 1979. Xe được cải tiến bộ phận làm mát động cơ và được lắp đặt thêm một số ống phóng lựu đạn khói ngụy trang.
- M-113A3: M-113 được nâng cấp và tái thiết kế theo mẫu A3 vào cuối thập niên 1980 với trọng lượng 13,5 tấn, chiều dài 4,6m, chiều ngang 2,69m, chiều cao 2,5m, xa đoàn gồm 1 lái xe, 1 xa trưởng/xạ thủ và 11 lính. M-113A3 được trang bị với 1 động cơ dầu V6 Turbo Detroit Diesel 6V53T công suất 275 mã lực (205 kw), hộp số Allison X200-4 cho 4 số đi tới và một số lùi. Vận tốc xa lộ là 70 km/giờ, vận tốc đồng bằng 25 km/giờ, vận tốc sang sông 6 km/giờ, vượt rào cao 0,61m và hố sâu 1,70m. M-113A3 được tái thiết kế với khả năng chống mìn do có thép phụ 14,5mm dưới lường xe, hệ thống lọc gió M8A3 cho phòng chống sinh hoá, 8 ống phóng trái khói L8A1 66mm, được trang bị với 1 khẩu đại liên 12.7mm và 2.000 viên đạn. Hiện nay M-113A3 thuộc quyền sản xuất và bảo trì của công ty BAE Systems.[17]

## Các loại xe thiết giáp có cùng sự phát triển
- M106
- MICV-65
- AIFV
- FV432
- Pbv 302
- Boxer MRAV
- G-numbers (SNL G294)